# Televizijski oglas
Televizijski oglas, nekoč EPP (»ekonomsko-propagandni program«), pogovorno reklama, je vrsta televizijskega programa, ki oglašuje nek izdelek ali storitev. Velika večina sodobnih televizijskih oglasov je v obliki nekajsekundnih do nekajminutnih spotov, uporabljajo pa se za predstavljanje vseh mogočih izdelkov in storitev, tudi političnih kampanj. Prodaja oglasnega časa je eden glavnih virov prihodkov televizijskih postaj.